# GE ES44AC
ES44AC ist die Herstellerbezeichnung für eine Reihe dieselelektrischer Güterzuglokomotiven, die seit 2002 als Teil der Evolution-Serie von GE Transportation Systems (GETS), seit der Übernahme des Unternehmens im Februar 2019 von Wabtec, hergestellt wird und mit über 3900 Exemplaren zu den meistgebauten Reihen von Diesellokomotiven zählt. Die Typenbezeichnung ist zusammengesetzt aus „ES“ für Evolution Series, „44“ für die Leistung von etwa 4400 hp und „AC“ für alternating current zur Kennzeichnung der Wechselstromfahrmotoren. Das Modell ES44AC ersetzte das seit 1993 produzierte Vorgängermodell AC4400CW und wurde seinerseits von der ab 2015 in Serie gebauten Reihe ET44AC abgelöst.

## Geschichte
Weil die für die Dash-9-Serie sowie die parallel gebaute Wechselstromversion AC4400CW verwendeten 7FDL-Dieselmotoren der durch die Environmental Protection Agency (EPA) für den 1. Januar 2005 beschlossenen Abgasnorm Tier II nicht mehr genügten, entwickelte General Electric (GE) bereits in den frühen 2000er Jahren die neuen GEVO-Motoren und nutzte dies zum Anlass, die bis heute erfolgreiche Evolution-Serie einzuführen.
Als Nachfolgemodell der Reihe AC4400CW erschien die Reihe ES44AC. Auf den im März 2002 fertiggestellten und von GE Transportation Systems (GETS) unter der Nummer 2005 geführten Prototyp folgten fünf Vorserienfahrzeuge für die Union Pacific Railroad (UP) im Dezember 2002 und Februar 2003 sowie 30 Vorserienfahrzeuge für die BNSF Railway (BNSF) zwischen August 2003 und Januar 2004. Diese blieben während der Probephase Eigentum des Herstellers und wurden anschließend an UP und BNSF verkauft. Nach der Beseitigung anfänglicher Fehler der elektronischen Steuerung gab die UP die erste große Bestellung über 200 Maschinen auf, die von Januar bis Juli 2005 abgeliefert wurden. Obwohl einige Bahngesellschaften wie die BNSF der Wechselstromtechnik zunächst misstrauisch gegenüberstanden und stattdessen Lokomotiven der Reihe ES44DC beschafften, entwickelte sich die Reihe ES44AC in den nächsten Jahren zum beliebtesten Modell der Evolution-Serie und wurde neben UP und BNSF unter anderem an CSX Transportation (CSXT), die Canadian National Railway (CN), die Canadian Pacific Railway (CP), die Norfolk Southern Railway (NS), die Kansas City Southern Railway (KCS) und Ferrocarril Mexicano (FXE) verkauft. CSXT und später auch die UP beschafften Lokomotiven der Variante ES44AC-H mit zusätzlichen Ballastgewichten, selbstlenkenden Drehgestellen, einer optimierten softwarebasierten Zugkraftsteuerung und weiterer Zusatzausrüstung zur Steigerung der Zugkraft.
2009 begann die Produktion der Reihe ES44C4, die im Wesentlichen der ES44AC entspricht, jedoch mit der Achsfolge (A1A)(A1A) nur über vier Fahrmotoren verfügt, wodurch die Instandhaltungskosten gesenkt werden konnten. Die speziell für den Export bestimmte Reihe ES44ACi wurde ebenfalls von der ES44AC abgeleitet.
Mit dem Inkrafttreten der verschärften Abgasnorm Tier IV am 1. Januar 2015 endete die reguläre Produktion. Seitdem wurden Lokomotiven der Reihe ES44AC, bis 2020 auch der Reihe ES44C4, nur noch im Rahmen sogenannter Tier 4 credits hergestellt. Diese Ausnahmeregelung für den weiteren Bau von Fahrzeugen des Tier-III-Standards ist an den Verkauf von Tier-IV-Lokomotiven in den Vereinigten Staaten gebunden. Die seit 2015 in Serie gefertigten Nachfolgemodelle ET44AC und ET44C4 halten die Tier-IV-Grenzwerte ein und können daher unbeschränkt verkauft werden.

## Technik
Der geschweißte Hauptrahmen stützt sich auf die beiden dreiachsigen Drehgestelle, welche Schraubenfedern als Primär- sowie Gummifedern als Sekundärfederung besitzen und die horizontalen Kräfte über Drehzapfen auf den Hauptrahmen übertragen. Die als „HiAd“ (englisch high adhesion) bezeichnete Drehgestellkonstruktion ermöglicht einen verschleißarmen Lauf und gute Traktionseigenschaften auf unebenem Gleis sowie in Gleisbögen. Optional wurden wie bei der früheren Lokomotivreihe AC4400CW selbstlenkende Drehgestelle angeboten. Die Reibungsmasse entspricht der Dienstmasse der Lokomotive und liegt je nach Ausführung zwischen 189 t und 196 t, woraus sich mittlere Achslasten von 31,4 t bis 32,7 t ergeben. Der Hauptrahmen trägt den Vorbau, den Führerstand und die Aufbauten des Maschinenraums. Während der Vorbau die Breite des Führerstandes besitzt, ist der über Außentüren zugängliche Maschinenraum zwischen seitlichen Umläufen angeordnet und daher deutlich schmaler. Der Vorbau beinhaltet neben einer Personaltoilette und elektrischer Hilfsausrüstung zwei von außen befüllbare Sandkästen für die pneumatisch betriebene Sandstreueinrichtung, ein dritter Sandkasten für das zweite Drehgestell befindet sich am hinteren Ende der Lokomotive. An beiden Enden des Fahrzeugs ist eine durch Geländer geschützte Plattform vorhanden.
Hinter dem standardisierten Führerstand, dessen stabile Bauweise aufgrund ihrer Schutzfunktion als North American Safety Cab bekannt ist, sind der größte Teil der elektrischen Ausrüstung und darüber die von seitlichen Lüftern gekühlten Bremswiderstände angeordnet. Kleine Kästen auf der rechten Seite des Maschinenraums beinhalten die Starterbatterien des Dieselmotors. In der Mitte des Fahrzeugs ist die aus Dieselmotor und Hauptgenerator bestehende Antriebsanlage angeordnet. Die Lokomotiven besitzen einen Dieselmotor des Modells GE GEVO-12. Dieser ist ein wassergekühlter Zwölfzylinder-V-Motor mit Abgasturbolader, arbeitet nach dem Viertaktprinzip und erreicht bei einer Drehzahl von 1050 min−1 eine Leistung von 3250 kW. Aus einem Zylinderdurchmesser von 250 mm und einem Kolbenhub von 320 mm ergibt sich ein Hubraum von 15,7 l pro Zylinder und 188,5 l des gesamten Motors. Der vom Dieselmotor angetriebene Wechselstrom-Hauptgenerator des Typs GE GMG205 versorgt die sechs Tatzlager-Wechselstromfahrmotoren des Typs GE GEB13. Das Übersetzungsverhältnis zwischen Fahrmotor und Radsatz beträgt 1 : 4,15, woraus sich eine Höchstgeschwindigkeit von 121 km/h und eine Anfahrzugkraft von 800 kN ergeben. Ein kleinerer Wechselstromgenerator des Modells GE GYA30A dient als Erregermaschine des Hauptgenerators und als Hilfsgenerator zur Versorgung des Bordnetzes. Den hinteren Abschluss des Maschinenraums bildet die Kühlanlage des Dieselmotors, unterhalb derer ein Fahrmotorlüfter und der Luftpresser angeordnet sind. Zwischen den Drehgestellen befindet sich der Kraftstofftank mit einem nutzbaren Dieselvorrat von 18 200 l. Die beiden Hauptluftbehälter des Druckluftsystems finden auf der rechten Seite der Lokomotive in einer Aussparung des Kraftstofftanks Platz.
Eine indirekt wirkende Druckluftbremse dient als Zugbremse, eine direkt wirkende Druckluft-Zusatzbremse als Lokomotivbremse und eine Handbremse zur Sicherung im Stand. Die pneumatische Bremsausrüstung der Bauart 26L stammt von Westinghouse. Standardmäßig verfügen die Fahrzeuge über eine Widerstandsbremse sowie eine Mehrfachtraktionssteuerung und eine Funkfernsteuerung. Die meisten Funktionen der Antriebs- und Bremsanlage sowie der Hilfsbetriebe sind softwaregesteuert. Die für den Betrieb der Lokomotive zulässige Umgebungstemperatur liegt zwischen −40 °C und 42 °C, sodass die Reihe ES44AC in den meisten Gebieten der Erde eingesetzt werden kann.

## Lieferliste
| Eigentümer                         | Nummerierung                                                                | Anzahl |
| ---------------------------------- | --------------------------------------------------------------------------- | ------ |
| ArcelorMittal                      | 301–302                                                                     | 0002   |
| BNSF Railway                       | 3282–3331, 5718–5837, 5844–6438                                             | 0765   |
| Canadian National Railway          | 2800–2999, 3800–3912                                                        | 0313   |
| Canadian Pacific Railway           | 8700–8960, 9350–9379                                                        | 0291   |
| Cemex                              | 81                                                                          | 0001   |
| Citicorp Railmark (Citigroup)      | 1201–1215, 1301–1350, 1401–1435, 1501–1525                                  | 0125   |
| CSX Transportation                 | 700–999, 3000–3249                                                          | 0550   |
| El Cerrejón                        | 1015–1026                                                                   | 0012   |
| Ferrocarril Mexicano               | 4600–4699, 4800–4849                                                        | 0150   |
| Ferrosur                           | 4700–4722                                                                   | 0023   |
| GE Transportation Systems          | 2005, 2012                                                                  | 0002   |
| Iowa Interstate Railroad           | 500–519                                                                     | 0020   |
| Kansas City Southern Railway       | 4650–4759, 4765–4869                                                        | 0215   |
| Kansas City Southern de México     | 4760–4764, 4870–4919                                                        | 0055   |
| Norfolk Southern Railway           | 8000–8184                                                                   | 0185   |
| Savatrans SVTX (Chris Cline Group) | 1912, 1982, 1986                                                            | 0003   |
| Union Pacific Railroad             | 2520–2569, 2740–2769, 5248–5347, 5353–5553, 5695–5699, 7345–7529, 7600–8267 | 1239   |
| gesamt:                            | gesamt:                                                                     | 3951   |
| Quellen: (Stand: 2024)             |                                                                             |        |

## Fotos

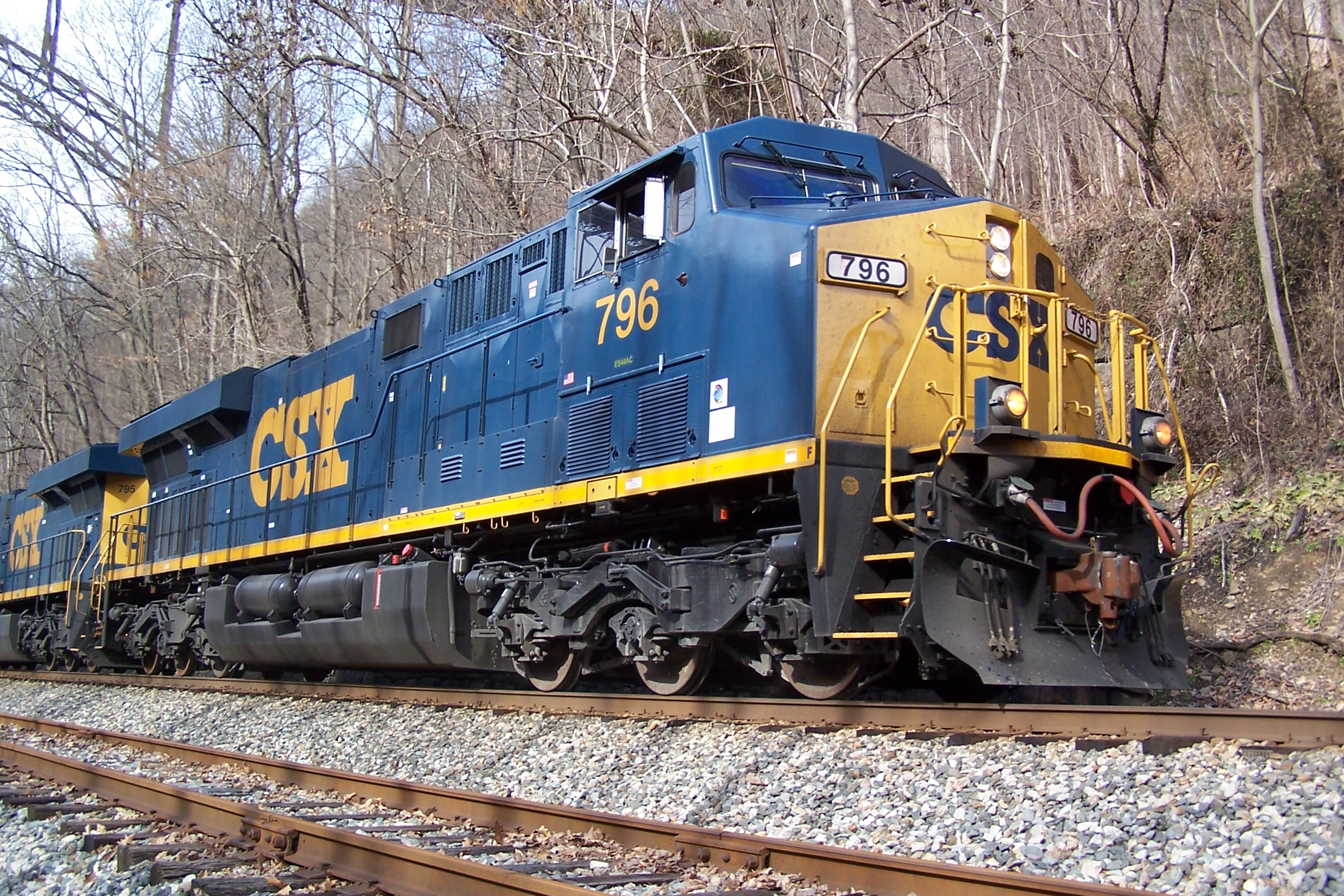
CSXT 796 nahe Fayetteville (Februar 2008)
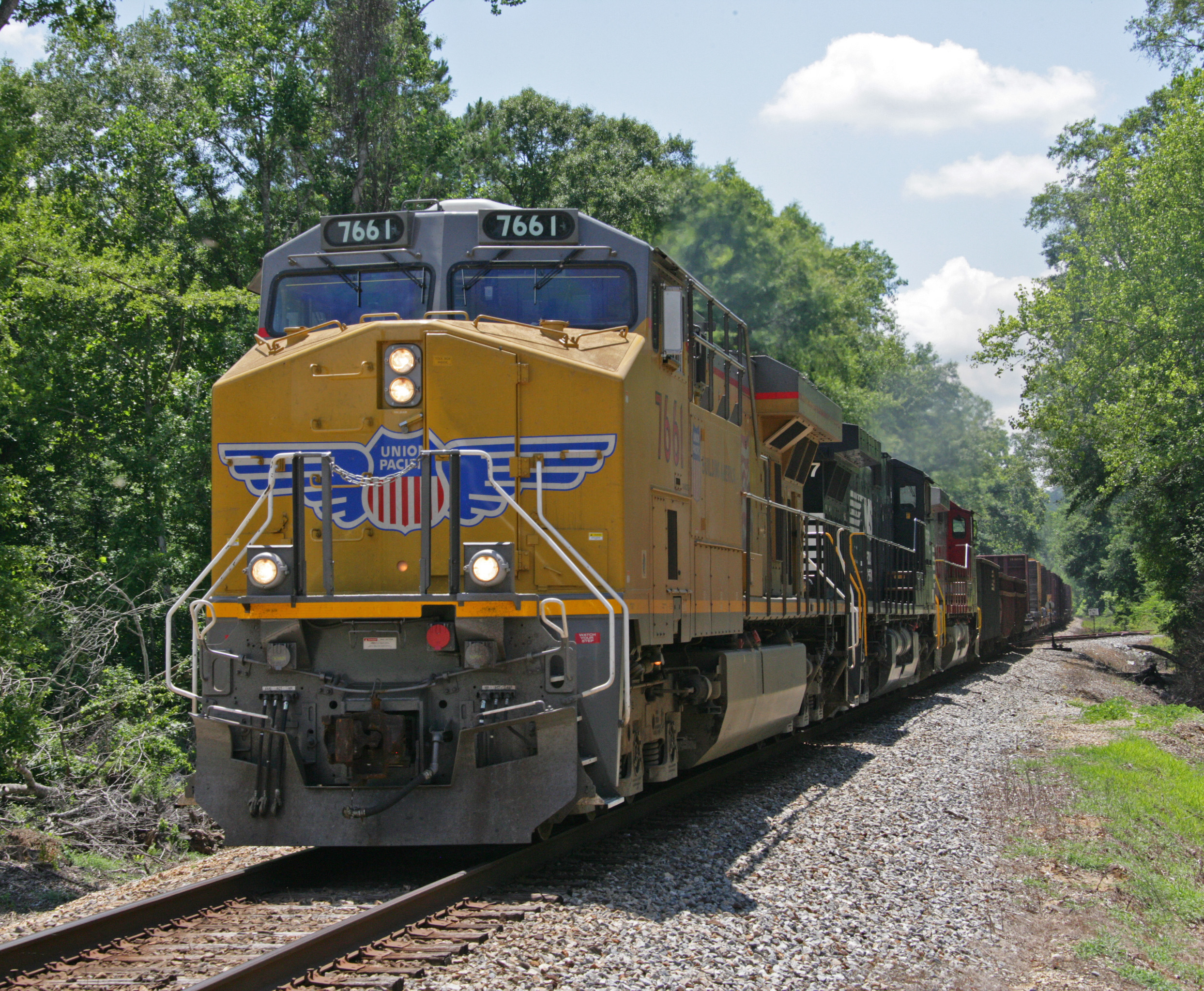
UP 7661 in Jackson (Juni 2008)
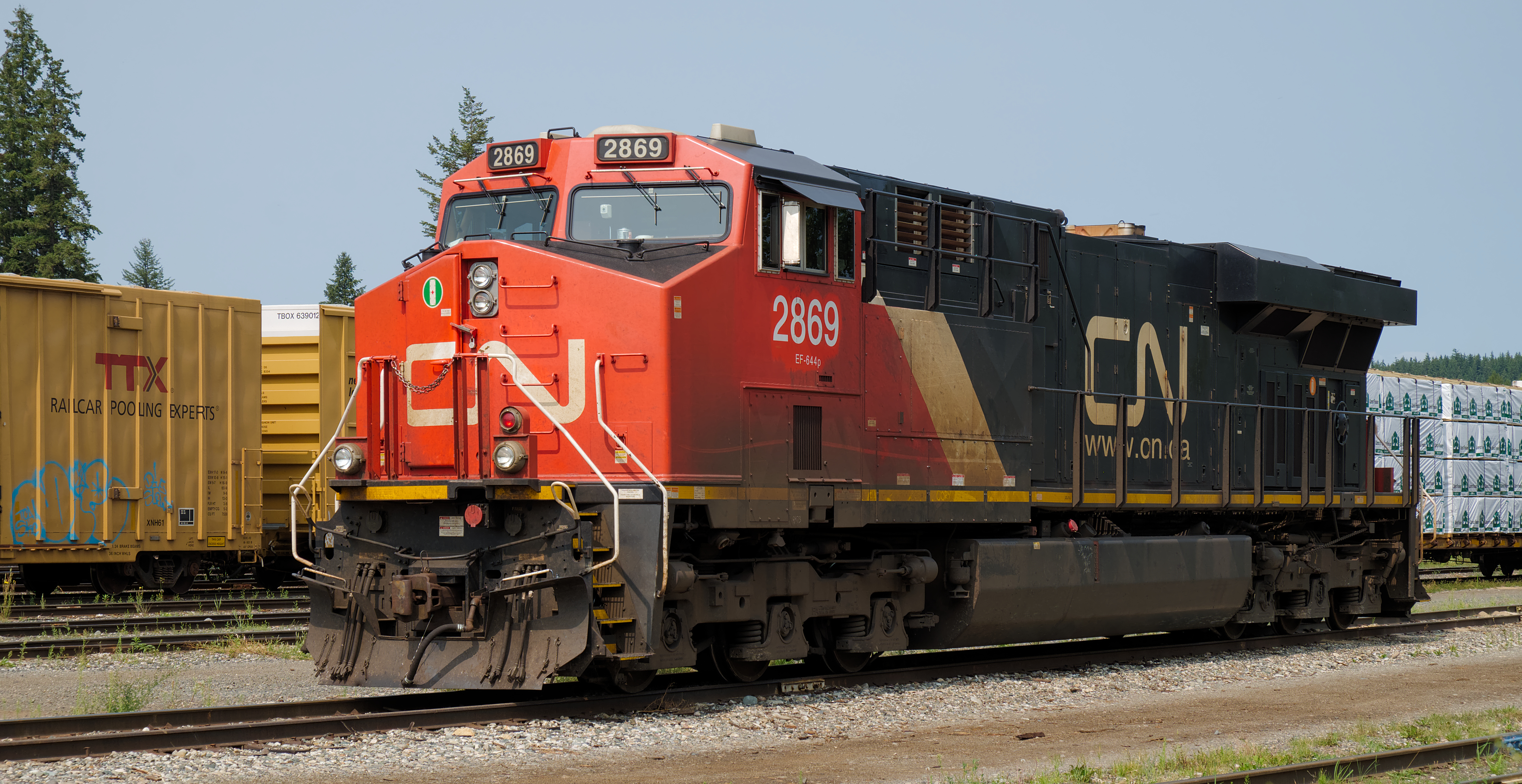
CN 2869 in Quesnel (Juli 2018)
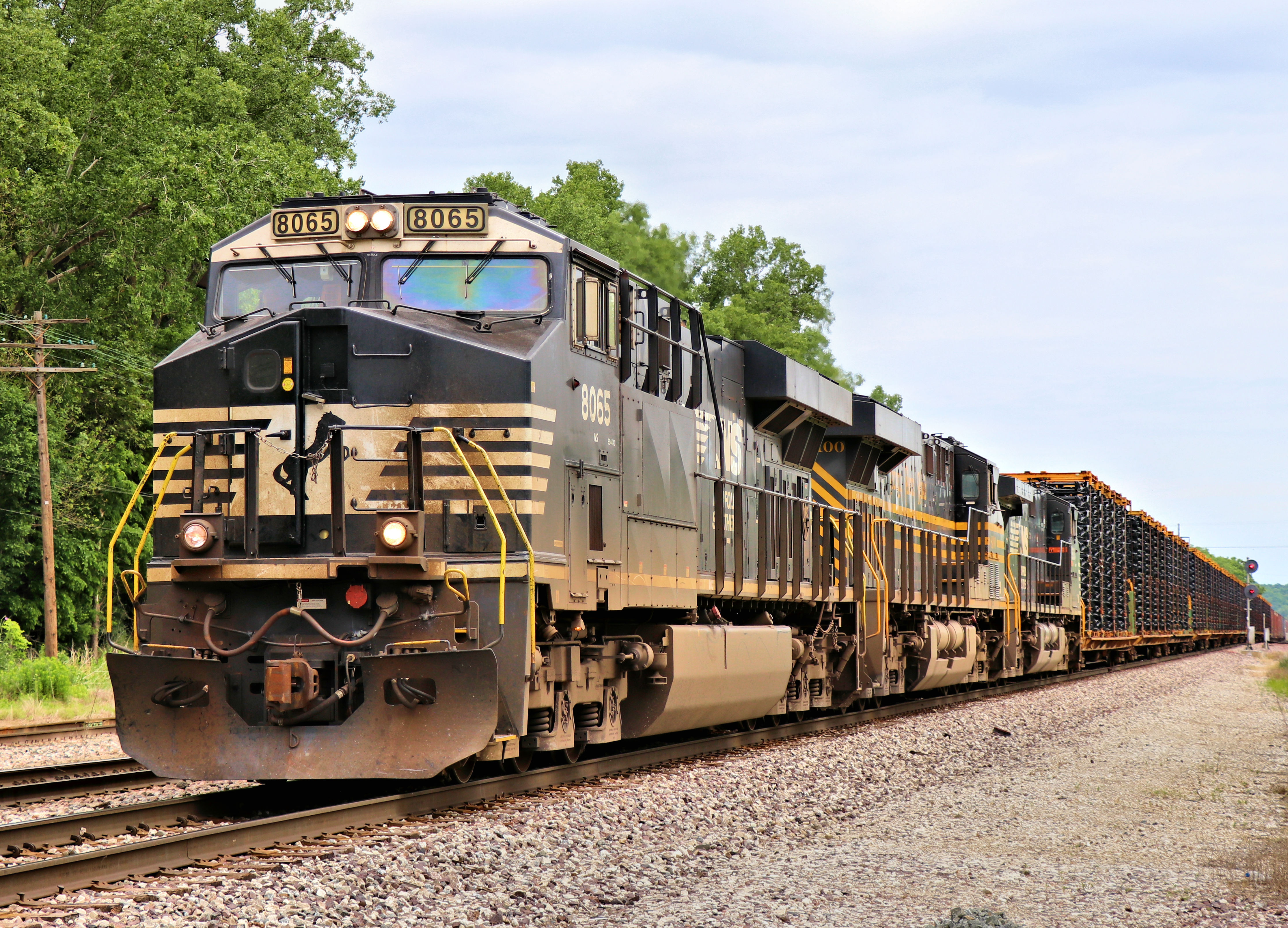
NS 8065 in Birmingham (Mai 2020)